# Tomás Zarraonaindia Montoya
Tomás Zarraonaindia Montoya   (Mungia, 28 de desembre de 1910 - Areeta, 13 de febrer de 2000) fou un porter de futbol basc, germà gran del mític davanter de l'Athletic Club, Telmo Zarra.

## Biografia
Tomás Zarraonaindia fitxà l'any 1928 pel Arenas de Getxo amb el qual disputà la primera edició del Campionat de Lliga de la història en el qual l'Arenas de Getxo quedà en cinquena posició.
Zarraonaindia jugà amb l'Arenas de Getxo fins a l'any 1932, aconseguint la tercera posició, millor resultat de la història de l'Arenas a primera divisió, la temporada 1929/30 i guanyant el Trofeu Zamora com a porter menys golejat de la categoria la temporada 1930/31.
La temporada 1933/34 fitxà pel Reial Oviedo, mentre que a la següent ho feu pel Club Atlético Osasuna de Pamplona. Finalment, acabà jugant a l'Erandio.

## Trajectòria
- Arenas de Getxo: (1928 - 1932) (Trofeu Zamora)
- Reial Oviedo: (1933 - 1934)
- Osasuna: (1935 - 1936)